# East Kootenay North (circonscription britanno-colombienne)
Pour les articles homonymes, voir Kootenay (homonymie).
Circonscription électorale provinciale du Canada
East Kootenay North est une ancienne circonscription provinciale de la Colombie-Britannique représentée à l'Assemblée législative de la Colombie-Britannique de 1898 à 1903 .

## Géographie
Le circonscription représentait la partie nord de la région de Kootenay.

## Liste des députés
| Législature                                                  | Années                                     | Député                                     | Député                                     | Parti                                      |
| East Kootenay North Issue de East Kootenay                   | East Kootenay North Issue de East Kootenay | East Kootenay North Issue de East Kootenay | East Kootenay North Issue de East Kootenay | East Kootenay North Issue de East Kootenay |
| ------------------------------------------------------------ | ------------------------------------------ | ------------------------------------------ | ------------------------------------------ | ------------------------------------------ |
| 8e                                                           | 1898–1899                                  |                                            | William George Neilson                     | Gouvernement                               |
| 8e                                                           | 1899-1900                                  |                                            | Wilmer Cleveland Wells                     | Gouvernement                               |
| 9e                                                           | 1900–1903                                  |                                            | Wilmer Cleveland Wells                     | Indépendant                                |
| Circonscription abolie, voir : Fernie, Cranbrook et Columbia |                                            |                                            |                                            |                                            |